# Гнилицкий Первый сельский совет
Гнилицкий Первый сельский совет — входит в состав Великобурлукского района Харьковской области Украины.
Административный центр сельского совета находится в селе Гнилица Первая.

## История
- 1993 — дата образования.

## Населённые пункты совета
- село Гнилица Первая